# Gavin Hlady
Gavin Hlady, né le 1er février 2003 à Sunnyvale, est un coureur cycliste américain.

## Biographie
Gavin Hlady est né en février 2003 à Sunnyvale de parents canadiens. Il possède également la nationalité américaine. Dans les compétitions, il porte les couleurs des États-Unis. Son père Mark est lui aussi un ancien coureur cycliste, qui a évolué au niveau professionnel.
En 2023, il se classe notamment deuxième d'une étape de la Redlands Bicycle Classic. Il intègre ensuite l'équipe Aevolo en 2024. Avec cette formation, il est sacré double champion des États-Unis espoirs, dans la course en ligne et le critérium. Il finit par ailleurs sixième de son championnat national en ligne chez les élites. Après ses bons résultats, il devient stagiaire au sein de la formation EF Education-EasyPost.

## Palmarès et résultats

### Palmarès par année
- 2024
  -  Champion des États-Unis sur route espoirs
  -  Champion des États-Unis du critérium espoirs
- 2025
  -  Champion des États-Unis sur route espoirs
  - 3e du championnat des États-Unis sur route

### Classements mondiaux
| Année                                 | 2023 | 2024 |
| ------------------------------------- | ---- | ---- |
| Classement mondial                    | nc   | 786e |
| UCI America Tour                      | 432e | 91e  |
|                                       |      |      |
| Légende : nc = non classéSource : UCI |      |      |